# Малин Димов
Малин Димов е български съвременен традиционен църковен иконописец.

## Биография и творчество
Малин Стефанов Димов е роден през 1965 г. и произхожда по майчина линия от големия дупнишки род Панчеви. Завършва ССХУИИ „Проф. Илия Петров“ (1983) и НХА „Н. Павлович“ (1995), специалност „Силикатни форми“. Получава правоспособност за иконопис и стенопис от Св. Синод на БПЦ-БП (1988) при Петър Кушлев и Михаил Малецки. Обучава се по църковна иконопис и стенопис при инокиня Магдалина Начева в Княжевския манастир „Покров Богородичен“ (1997 – 2002), която е живописка и последователка на именития руски иконописец-белоемигрант Николай Шелехов. Членува в СБХ в секцията по монументални изкуства.

## Творчество
Малин Димов работи по проектиране и изпълнение на икони, иконостаси и стенописи в манастири, храмове и параклиси в България. Сред творбите му са икони в църквите: Св. Троица в Гоце Делчев, Св. Георги в Трявна, Св. Петка в Горско Абланово, Руската църква свети Николай в София, иконостас в храм Всички български светии, приземен храм при църквата Успение Богородично и параклис Св. Марк Ефески в кв. Манастирски ливади в София, стенопис на западната стена на наоса и в свода на църквата Успение, иконостас и стенопис в купола на църквата в Копиловски манастир „Благовещение“, икона на свети Лука Кримски в храм Покров Богородичен, няколко други иконостасни и стенописни проекта осъществени в екип и множество отделни икони с различни сюжети и стил.
От 2016 г. работи по реставрацията, стенописта, позлатата и води иконописна школа при храм св. св. Кирил и Методий в София и др. Участва в колективни художествени форуми, представящи църковната живопис в страната и чужбина. Има една самостоятелна изложба през 2004 г. в галерия Париж в София  и много участия в общи изложби по иконопис. Обучава свои колеги в най-добрите традиции на българската, руска и световна иконопис, съчетани на високо художествено и канонично ниво. Чрез авторски принос към вековното църковно предание, зографът изгражда съвременни произведения с деликатен и точен рисунък, изискан и ненатрапващ се колорит и постига премерено и хармонично благочестиво присъствие на свещени образи в сакралното пространство, добре вписващо се в съвременната градска, пасторална и интериорна среда.